# Charley’s Tante
Charley’s Tante ist eine deutsche Fernseh-Komödie aus dem Jahre 1996. Die Literaturverfilmung basiert auf dem Theaterstück Charleys Tante von Brandon Thomas.

## Handlung
Waldemar Pückler, der Besitzer einer Kette von Berliner Fleischereien ist von Stefan Lohmann, einem Anlageberater einer Investmentbank aus Hongkong um fünf Millionen Dollar geprellt worden. Seine Hausbank setzt ihm eine Frist von einer Woche, um die Pfändung seiner Betriebe abzuwenden. Zu diesem Zweck reist er zusammen mit seiner Tochter und deren Freundin nach München, um die deutsch-argentinische „Rinderbaronin“ Lucia d’Alvarez zu treffen und mit ihr ins Geschäft zu kommen. Diese ist nach München gekommen, um Partner für eine Umstellung ihrer Ranch auf Hanfanbau zu finden und außerdem ihren Neffen Karl-Heinz, genannt Charley, und ihren alten Sandkastenfreund Attila zu treffen.
Lohmann ist ebenfalls nach München gekommen, um in seiner Villa, die er zusammen mit seinem Bruder Frank bewohnt, unterzutauchen. Dieser plant jedoch im Haus mit Charley zusammen eine größere Party, zu der auch Pücklers Tochter samt Freundin erwartet wird. Aus diesem Grund und weil der Schlüssel zu seinem Kleiderschrank abhandengekommen ist, bezieht Lohmann zunächst eine Suite im Hotel Bayerischer Hof, in dem auch Pückler abgestiegen ist. Als der feststellt, dass der für seine missliche finanzielle Lage Verantwortliche im selben Hotel wohnt, will er sich an ihm rächen. Lohmann versucht zu entkommen, indem er sich ein Kleid der Rinderbaronin, die er im Flieger kennengelernt hat und in die er sich verliebt hat, „ausleiht“ und sich selbst als Lucia d’Alvarez ausgibt. Pückler versucht, „ihr“ seine Aufwartung zu machen, aber Lohmann schafft es, in die Nobelbar Schumann’s zu entkommen.
Dort wollte sich jedoch die echte Lucia mit ihrem alten Freund Attila treffen, der prompt Lohmann für seine Sandkastenliebe hält, da er sie seit Kindertagen nicht mehr gesehen hat. Als die echte Lucia auftaucht, flüchtet Lohmann mit Attila im Schlepptau in sein Haus, um sich dort auf der Party, die inzwischen im vollen Gange ist, seiner falschen Identität zu entledigen.
Jedoch taucht hier auch Pückler auf, um seine Tochter abzuholen, der er den Besuch der Party verboten und die er eigentlich ins Theater geschickt hatte. So ist Lohmann gezwungen, seine falsche Identität als Tante des Gastgebers weiter aufrechtzuerhalten und sich der Avancen seitens des Metzgermeisters inklusive Heiratsantrag zu erwehren. Zwischendurch muss er sich mehrfach umziehen, weil die echte Tante gekommen ist, die auf der Suche nach ihrer mysteriösen Doppelgängerin ist und die schließlich von Pückler selber für die Hochstaplerin gehalten wird.
Schließlich kommt es zum Showdown, bei dem Lohmann seine echte Identität lüftet. Er kann Pückler besänftigen, indem er die Geschäftsbeziehung zwischen diesem und Lucia d’Alvarez einfädelt, so dass der Metzgermeister seinen drohenden Bankrott abwenden kann. Allerdings gibt er das Fleischereigeschäft auf und steigt in den Hanfhandel ein. Lohmann und Lucia d’Alvarez gehen zusammen nach Argentinien, um dort ihr Hanfimperium aufzubauen.

## Hintergrund
Der Film ist an die Theaterkomödie Charleys Tante von Brandon Thomas angelehnt. Er benutzt allerdings nur das Kernmotiv des Stückes, die Travestie und die damit verbundenen Verwechslungen, transportiert den Stoff in die Gegenwart und erzählt eine völlig neue Geschichte. Er ist daher nicht als Neuverfilmung der älteren Kinofilme anzusehen.
Von Bernd Eichinger und der Constantin Film für Sat.1 produziert, entstand die Komödie im Rahmen der vierteiligen Reihe German Classics, in der deutsche Filme der 1950er und 1960er Jahre neu verfilmt wurden. Die weiteren Teile der Reihe waren das von Bernd Eichinger inszenierte Drama Das Mädchen Rosemarie, der Thriller Es geschah am hellichten Tag von Nico Hofmann und Die Halbstarken unter der Regie von Urs Egger. Aufgrund mangelnder Einschaltquoten wurde die ursprünglich auf längere Laufzeit geplante Reihe nicht fortgesetzt.

## Kritiken
film-dienst: „Verwechslungskomödie, die Motive aus Brendan Thomas’ klassischer Bühnenvorlage, aus den diversen Verfilmungen des Erfolgsstoffes sowie aus Zutaten der ‘neuen’ deutschen Komödie vermischt. Schleppend und ohne erzählerischen Rhythmus inszeniert und lustlos gespielt, erschöpft sich der Film in einer Aneinanderreihung weitgehend fader Gags.“